# Inaumont
Inaumont é uma comuna francesa na região administrativa de Grande Leste, no departamento Ardenas. Estende-se por uma área de 4,79 km². Em 2010 a comuna tinha 102 habitantes (densidade: 21,3 hab./km²).